# Quercus polymorpha
Quercus polymorpha е вид растение от семейство Букови (Fagaceae). Видът е незастрашен от изчезване.

## Разпространение
Quercus polymorpha е широко разпространен в Северна Америка, Мексико, Гватемала и Хондурас.

## Описание
Quercus polymorpha е вид дърво, достигащо до 20 m на височина. Кората му е сива или кафява на цвят. Листата са елипсовидни или яйцевидни с дължина до 15 cm.